# Chiến dịch Cầu Luân Đôn

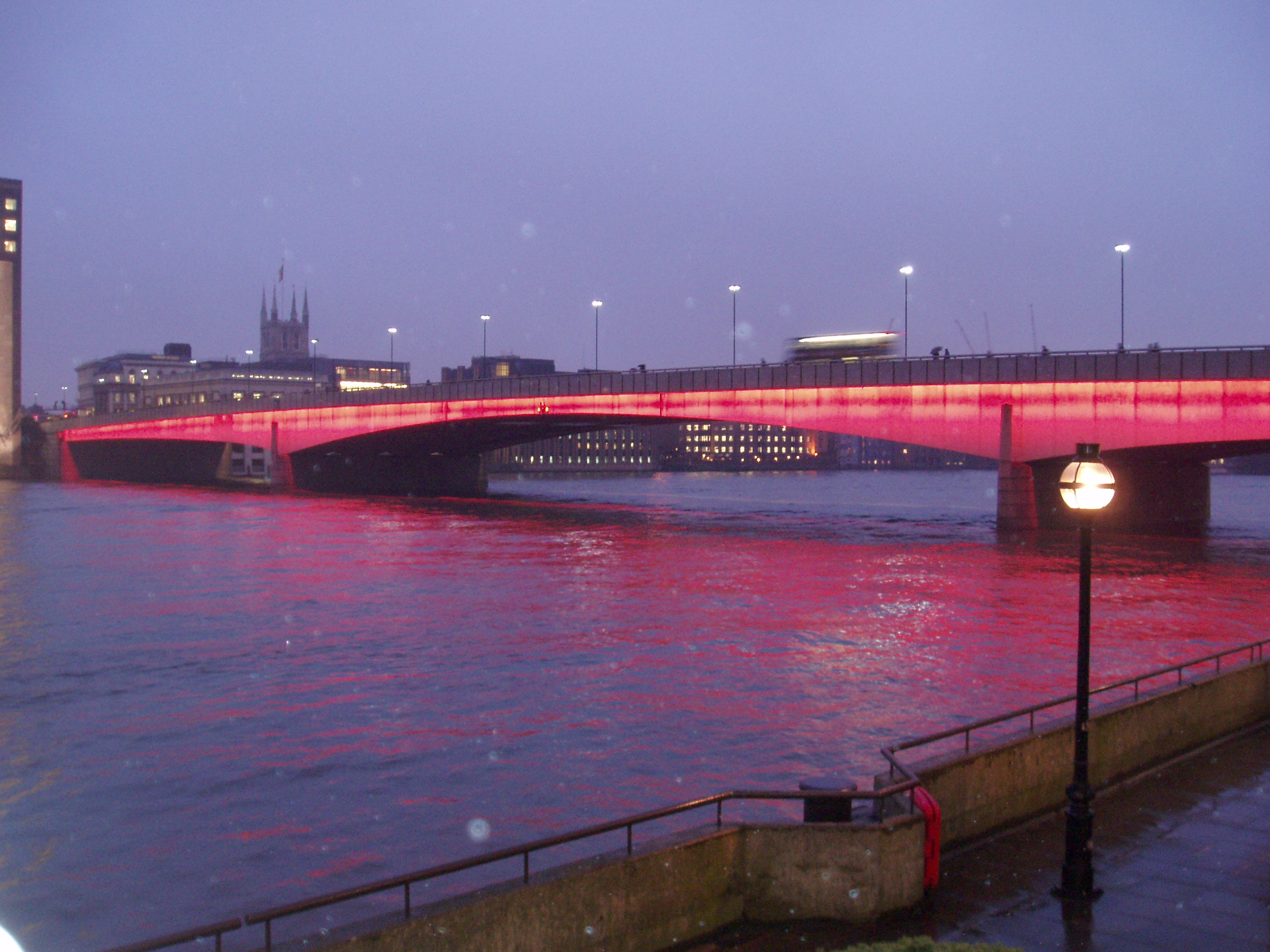
Chiến dịch được đặt tên theo cầu Luân Đôn.

Chiến dịch Cầu Luân Đôn (Tiếng Anh: Operation London Bridge) là mật danh chỉ kế hoạch những gì sẽ diễn ra sau khi Nữ hoàng Elizabeth II qua đời. Kế hoạch này bắt đầu được xây dựng từ những năm 1960 và được cập nhật một vài lần một năm, với sự tham gia của các bộ thuộc Chính phủ Anh, Giáo hội Anh, cảnh sát Luân Đôn, Quân đội Anh, giới truyền thông và Công viên Hoàng gia Luân Đôn. Một số quyết định quan trọng liên quan đến kế hoạch này đã được chính Nữ hoàng đưa ra; một số quyết định khác thì chỉ có thể được đưa ra sau khi bà đã qua đời bởi người kế nhiệm của bà (hiện là con trai bà, (Charles III).
Cụm từ "London Bridge is down" (Tiếng Việt: Cầu Luân Đôn bị sập") sẽ được sử dụng để thông báo việc Nữ hoàng đã qua đời cho Thủ tướng Anh và các quan chức cấp cao khác để kế hoạch bắt đầu được triển khai.
Rất ít người ở bất kỳ nơi nào trên thế giới sẽ chứng kiến kế hoạch được dàn dựng cẩn thận và chi tiết, bao gồm cả tiếng súng chào, chuông vang khắp đất và hàng triệu người tụ tập để tỏ lòng thành kính.
Có tên mã là London Bridge, kế hoạch tổ chức tang lễ của nữ hoàng đã mất nhiều năm trong quá trình thực hiện và quản lý giai đoạn trong một vài tuần không chắc chắn khác đối với quốc gia từ việc kế vị một vị vua mới đến thời kỳ quốc tang, lễ tang của nữ hoàng Elizabeth II và lễ đăng quang của con trai cả của bà, Charles III (73 tuổi), theo các cuộc họp giao ban trước với các quan chức Cung điện Buckingham.
Chiến dịch Cầu Luân Đôn chỉ bao gồm những sự kiện sẽ diễn ra tại Anh. Ngoài ra, các quốc gia khác nằm trong Khối Thịnh vượng chung mà Nữ hoàng Elizabeth II là Quân chủ cũng đã xây dựng các kế hoạch riêng của mình. Các kế hoạch này sẽ diễn ra song song với Chiến dịch Cầu Luân Đôn.

## Diễn biến
Trong ngày 9 - 9 - 2022, Cung điện Buckingham đã công bố chi tiết các hoạt động trong suốt 10 ngày diễn ra quốc tang, bắt đầu từ ngày 8 - 9 - 2022 vào thời điểm Nữ hoàng Anh Elizabeth II qua đời.

### Ngày 1
Ngay sau khi Nữ hoàng Anh băng hà tại lâu đài Balmoral ở Scotland, Thái tử Charles chính thức trở thành Vua Charles III của Vương quốc Anh và Bắc Ireland cùng với 15 quốc gia nằm trong Khối Thịnh vượng chung như Úc và Canada. Trong ngày đầu tiên của quốc tang, Vua Charles III sẽ có buổi gặp gỡ với tân Thủ tướng Liz Truss, tuyên bố bằng văn bản, thu phát biểu trên truyền hình để phát sóng trong ngày 9-9 (giờ địa phương). Khu vực tưởng niệm bên ngoài Cung điện Buckingham được mở để người dân đến đặt hoa, quà lưu niệm trước khi được chuyển đến công viên Green Park gần đó. Người dân có thể để lại những dòng chia buồn trong sổ tang đặt tại Cung điện Buckingham và St. James tại London và lâu đài Windsor, nơi sinh sống của nhiều thế hệ vua và nữ hoàng Anh trong hơn 10 thế kỷ qua. Chuông tại tu viện Westminster và nhà thờ St. Paul's sẽ được gióng lên vào buổi trưa (giờ địa phương), kéo dài trong 1 giờ đồng hồ. 96 phát súng, mỗi phát cách nhau 10 giây, tượng trưng cho 96 năm tại thế của Nữ hoàng cũng vang lên tại lâu đài Edinburgh của Scotland và công viên Hyde Park ở London. Chuông Sebastopol, chiến lợi phẩm từ nước Nga trong cuộc chiến Crimea thế kỷ XIX, cũng sẽ được gióng lên tại lâu đài Windsor với 96 hồi trong 96 phút. Cờ trên các tòa nhà chính sẽ được hạ xuống nửa cột trong khi cờ ở Quảng trường Quốc hội tại London và trung tâm mua sắm sẽ được treo rũ với một dải băng đen. Lễ Tạ ơn sẽ được tổ chức tại nhà thờ St. Paul không có sự hiện diện của Vua Charles III.

### Ngày 2
Linh cữu Nữ vương Anh Elizabeth II được đưa đến Holyrood, nơi bà sống lúc sinh thời, tại Ediburgh của Scotland. Thành viên Cơ mật viện Vương quốc Anh sẽ dự buổi tuyên thệ và phát biểu của Vua Charles III. Đây là lần đầu tiên buổi lễ này được truyền hình trực tiếp. Cùng tham dự buổi lễ sẽ có Tổng giám mục Canterbury, giáo sĩ cao cấp nhất trong Giáo hội Anh do Vua Charles III đứng đầu. Sau lời tuyên thệ của Vua Charles III, 41 phát súng sẽ được đội kỵ binh Hoàng gia bắn tại công viên Hyde Park và 62 phát súng sẽ được đội pháp binh danh dự bắn tại tòa tháp London. Sau đó, tại ban-công cung điện St. James, một người có chức danh là Garter King of Arms sẽ tuyên bố Vua Charles là vị vua mới của Vương quốc Anh. Ban nhạc hoàng gia sẽ lần đầu tiên thể hiện phiên bản mới nhất của Quốc ca Anh với tiêu đề "Chúa phù hộ đức vua" ("God Save the King") thay vì "Chúa phù hộ nữ hoàng". Lúc này, cờ tại các tòa nhà chính sẽ được kéo lên đỉnh cột trở lại.

### Ngày 3
Một buổi lễ được tổ chức tại nhà thờ St. Giles của Edinburgh với sự tham dự của các thành viên hoàng gia. Tại đây, Vua Charles III dự kiến gặp Bộ trưởng thứ nhất của Scotland Nicola Sturgeon, tại Quốc hội Scotland, hay còn được gọi là Holyrood. 21 phát đạn cũng sẽ được bắn tại sự kiện này.

### Ngày 4
Thi hài của Nữ vương Elizabeth II được đưa khỏi nhà thờ St. Giles bằng xe hơi, sau đó đưa lên tàu hỏa để chuyển đến London. Tân đức vua Charles III và tân vương hậu Camilla sẽ tiếp nhận những lời chia buồn tại Westminster Hall, giữa tòa nhà Quốc hội ở Westminster, London.

### Ngày 5
Thi hài Nữ hoàng Anh được chuyển đến Cung điện Buckingham bằng xe hơi. Nhà vua sẽ có chuyến công du tới Belfast, thăm lâu đài Hillsborough và nhà thờ St. Anne.

### Ngày 6
Linh cữu của Nữ hoàng Elizabeth II được đưa từ Cung điện Buckingham đến Cung điện Westminster. Vương miện của Hoàng gia sẽ được đặt trên một tấm đệm nhung trên quan tài, theo sau là Vua Charles III. Hoàng tử William và Harry cùng với hoàng thân quốc thích sẽ đi phía sau. Chuông Big Ben sẽ điểm mỗi phút một lần, cùng với tiếng súng ở công viên Hyde Park. Quan tài sẽ được đưa đến Westminster Hall và được bảo vệ nghiêm ngặt trong 5 ngày sau đó.

### Ngày 7
Các nguyên thủ quốc gia sẽ đến viếng tại Westminster Hall. Trong khi đó, Vua Charles III gặp gỡ các thành viên Hoàng gia tại cung điện Buckingham.

### Ngày 8
Vua Charles III gặp Thủ tướng Liz Truss trong buổi tiếp kiến chính thức hàng tuần đầu tiên của ông, và được nghe báo cáo về hoạt động Của quốc hội.

### Ngày 9
Nữ hoàng Elizabeth II sẽ được đưa tiễn chính thức tại Tu viện Westminster với sự tham dự của các thành viên trong Hoàng gia và các nguyên thủ quốc gia trên khắp thế giới.

## Bối cảnh
Từ lâu, các cụm từ được định sẵn đã được sử dụng làm mật danh cho những kế hoạch có liên quan đến việc một thành viên hoàng thất qua đời. Ban đầu, các quan chức cấp cao sử dụng mật danh để để tránh việc các nhân viên vận hành tổng đài điện thoại tại Điện Buckingham biết được Nữ hoàng đã qua đời trước khi thông tin được công khai. Khi Vua George VI qua đời vào năm 1952, các quan chức cấp cao đã được thông báo bằng cụm từ "Hyde Park Corner".
Đã có nhiều kế hoạch tang lễ cho các thành viên Hoàng gia Anh vào cuối thế kỉ 20, đầu thế kỉ 21 được đặt mật danh theo các cây cầu nổi tiếng tại Anh. Chiến dịch Cầu Tay là kế hoạch cho sự qua đời và lễ tang của Vương Mẫu Hậu Elizabeth, được chuẩn bị trong suốt 22 năm cho đến khi nó được sử dụng vào năm 2002.  Lễ tang của Diana, Vương phi xứ Wales cũng được phỏng theo chiến dịch Cầu Tay. Chiến dịch Cầu Fourth là kế hoạch cho lễ tang của Philippos của Hy Lạp và Đan Mạch, Công tước xứ Edinburgh; chiến dịch Cầu Menai là kế hoạch cho lễ tang của Charles, Thân vương xứ Wales; và chiến dịch Cầu Luân Đôn là kế hoạch cho lễ tang của Nữ vương Elizabeth II.

## Kế hoạch
Thư ký riêng của Nữ vương sẽ là viên chức đầu tiên (mà không phải là gia đình hay đội ngũ y tế của Nữ hoàng) thông báo tin bà qua đời. Việc đầu tiên vị này sẽ làm là liên lạc với Thủ tướng bằng cách truyền đạt cụm từ "London Bridge is down" cho Thủ tướng qua đường dây điện thoại được bảo mật. Trung tâm Phản ứng Toàn cầu thuộc Văn phòng Đối ngoại và Thịnh vượng chung, được đặt tại một địa điểm bí mật ở Luân Đôn, sẽ báo tin cho chính phủ của 15 quốc gia mà Nữ hoàng là nguyên thủ (Vương quốc Thịnh vượng chung), cũng như chính phủ của các nước khác thuộc khối Thịnh vượng chung.
Tin Nữ hoàng qua đời sẽ được báo cho giới truyền thông bằng một thông báo được gửi đến cho Press Association và BBC qua hệ thống Radio Alert Transmission System (RATS), cũng chư cho đài phát thanh Independent Radio News qua một mạng lưới đèn cáo phó màu xanh lam có chức năng bào hiệu cho các phát thanh viên để họ bật "âm nhạc tôn nghiêm" và chuẩn bị cho việc đưa tin, còn BBC Two thì sẽ ngừng các chương trình thông thường và tiếp sóng thông báo của BBC One. BBC News sẽ phát sóng một chuỗi những bức ảnh chân dung Nữ hoàng, đồng thời các phát thanh viên đang lên hình lúc đó sẽ chuẩn bị cho thông báo chính thức bằng cách thay trang phục tối màu đã được chuẩn bị sẵn cho sự kiện này. Theo The Guardian, The Times đã chuẩn bị 11 ngày phát sóng cho sự kiện này, còn ITN và Sky News đã tập dượt từ lâu nhưng thay tên Nữ hoàng bằng bí danh "bà Robinson".
Khi Nữ hoàng qua đời, người kế vị bà sẽ ngay lập tức trở thành quốc vương hoặc nữ hoàng và được coi là quân chủ mới cho dù chưa đăng quang. Vị quân chủ mới có thể lấy tên riêng rửa tội của mình làm tôn hiệu, hoặc lấy một tôn hiệu mới. Sau khi lên ngôi, quốc vương hoặc nữ hoàng mới sẽ có chuyến thăm đến khắp Vương quốc Liên hiệp Anh và Bắc Ireland.
Một tờ thông báo viền đen sẽ được gắn lên cổng điện Buckingham, đồng thời website của cung điện cũng sẽ hiển thị thông báo này. Quốc hội Anh sẽ được triệu tập và, nếu có thể, tiến hành họp khẩn chỉ sau vài giờ để Thủ tướng phát biểu trước Hạ viện. Các tòa nhà chính phủ sẽ treo cờ rủ và có thể đặt một cuốn sách ghi lời chia buồn ở cửa. Các vật dụng trang trí lễ nghi như quyền trượng phải được cất trong túi đựng màu đen.
Một ngày sau khi Nữ hoàng qua đời, Hội đồng Kế vị sẽ họp tại cung điện St James để tuyên bố Quân chủ mới. Tối ngày hôm đó, Quốc hội sẽ họp để tuyên bố sự trung thành với vị Quân chủ này.
Kế hoạch di chuyển linh cữu của Nữ hoàng sẽ tùy thuộc vào nơi bà qua đời. Nếu Nữ hoàng qua đời tại lâu đài Windsor hoặc dinh thự Sandringham, linh cữu sẽ được chở bằng xe hơi đến điện Buckingham trong vòng vài ngày. Nếu bà qua đời ở nước ngoài, linh cữu sẽ được Đội Máy bay Hoàng gia di chuyển tới RAF Northolt, rồi sau đó được chở bằng xe hơi đến điện Buckingham. Nếu bà qua đời ở Scotland (chẳng hạn như ở điện Holyrood hoặc lâu đài Balmoral), linh cữu sẽ được quàn tại điện Holyrood. Sau đó, linh cữu sẽ được chuyển tới Ga Waverley và được Tàu hỏa Hoàng gia đưa đến Luân Đôn. Trong tất cả mọi trường hợp, linh cữu của Nữ hoàng sẽ được di chuyển Điện Buckingham. 4 ngày sau khi Nữ hoàng qua đời, linh cữu sẽ được di chuyển đến điện Westminster và được quàn tại đây trong vòng 4 ngày.
9 ngày sau khi Nữ hoàng qua đời, lễ quốc tang sẽ được cử hành tại tu viện Westminter, sau đó di hài của bà sẽ được an táng tại nhà thờ Thánh George ở lâu đài Windsor.

### Các kế hoạch song song
Các nhân viên của Điện Buckingham và Điện Clarence đã chỉ dẫn các đại diện của Khối Thịnh vượng chung về lễ tang của Nữ hoàng cũng như kế hoạch kế vị có liên quan đến Chiến dịch Cầu Luân Đôn. Chính phủ của các nước thuộc Khối Thịnh vượng chung sẽ được thông báo về việc quân chủ qua đời thông qua Trung tâm Phản ứng Toàn cầu của Văn phòng Đối ngoại và Thịnh vượng chung. Các quốc gia này đã chuẩn bị những kế hoạch của riêng mình về những gì sẽ diễn ra tại nước mình sau khi Nữ hoàng qua đời và chúng sẽ được tiến hành song song với Chiến dịch Cầu Luân Đôn.

#### Úc
Sau khi chính phủ Úc nhận được tin, các lá cờ trên toàn nước Úc sẽ ngay lập tức được treo rủ trong vòng 10 ngày, trừ ngày công bố việc Quân chủ mới đăng cơ. Sau khi Quân chủ Úc qua đời, Quốc hội sẽ họp để đưa ra lời chia buồn. Một bài phát biểu đã được soạn thảo cho Thủ tướng. Theo các kế hoạch hiện tại, Toàn quyền Úc sẽ tuyên bố việc quân chủ mới đăng cơ trong một buổi lễ phù hợp.
Lực lượng Quốc phòng Úc sẽ cử hành một số nghi thức bắn đại bác dựa theo các sự kiện diễn ra ở Luân Đôn, đồng thời cũng trực tiếp tham gia vào các nghi lễ tại Anh. Cao ủy Úc tại Vương quốc Anh sẽ giám sát Hội đồng Kế vị. Ngoài ra, các thành viên quốc tịch Úc của Cơ mật viện Vương quốc Liên hiệp Anh cũng được quyền tham dự Hội đồng Kế vị.

#### Canada
Tại Canada, công tác chuẩn bị cho ngày Nữ hoàng qua đời đã bắt đầu từ năm 2002 khi Nữ hoàng kỷ niệm 50 năm lên ngôi. Kế hoạch có sự tham vấn với Quân đội Canada, văn phòng Cơ mật viện Canada, thư ký của Nữ hoàng tại Canada và văn phòng của Toàn quyền Canada. Bên cạnh kế hoạch của chính phủ liên bang, chính phủ của các bang cũng đã chuẩn bị những kế hoạch của riêng mình dành cho việc Nữ hoàng cua đời và quân chủ mới đăng cơ. Quân đội Canada, Toàn quyền Canada

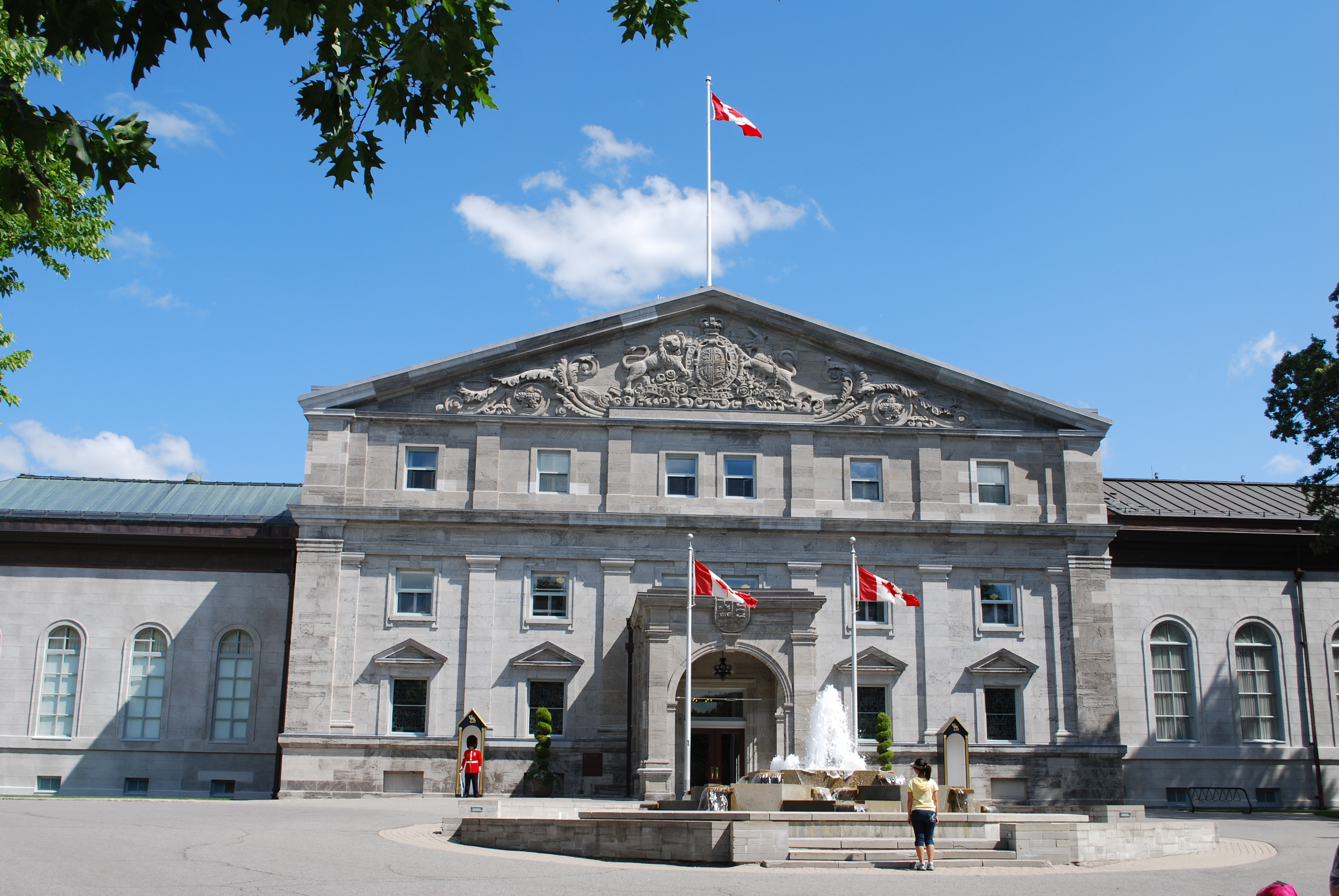
Khi Nữ hoàng qua đời, các tòa nhà Chính phủ Canada như Rideau Hall sẽ treo vải đen lên cột cờ và đặt một quyển sách ghi những lời chia buồn ở cửa.

Sau khi nhận được tin Nữ hoàng đã qua đời, Toàn quyền Canada có trách nhiệm triệu tập Nội các đến Parliament Hill và tuyên bố rằng Canada đã có một "quân chủ hợp pháp" mới. Khi quân chủ qua đời, thủ tướng có trách nhiệm triệu tập nghị viện, đề xuất nghị quyết về việc bày tỏ lòng trung thành và sự chia buồn của Nghị viện đối với quân chủ Canada mới, và sắp xếp để quyết định này được Lãnh đạo đảng đối lập tán thành. Sau đó Thủ tướng sẽ kết thúc phiên họp. Cao ủy Canada tại Vương quốc Anh sẽ đại diện cho Canada tại Hội đồng Kế vị. Cơ mật viện Canada sẽ họp để thực hiện chức năng tương đương với Hội đồng Kế vị ở Canada.
Canadian Broadcasting Corporation (CBC) xem việc quân chủ qua đời là một "sự kiện phát sóng quan trọng ở tầm quốc gia", và đã chuẩn bị một kế hoạch được cập nhật thường xuyên. Các chương trình thông thường sẽ bị hủy bỏ, việc quảng cáo sẽ dừng lại, đồng thời tất cả các đài truyền hình và phát thanh của CBC sẽ chuyển sang chế độ tin tức 24 trên 24. CBC cũng có một đội ngũ phát thanh viên được lựa chọn riêng để sẵn sàng lên sóng trong trường hợp quân chủ qua đời trong một kỳ nghỉ lễ.

#### New Zealand
New Zealand sẽ nhận được tin về việc Nữ hoàng qua đời thông qua các kênh liên lạc đã được thiết lập sẫn giữa Hoàng thất và New Zealand. Sau khi nhận được tin, người đứng đầu Bộ Văn hóa và Di sản sẽ chỉ dẫn một loạt các văn phòng và cơ sở chính phủ treo cờ rủ. Các nghi thức bắn đại bác cũng sẽ được cử hành "vào những thời điểm thích hợp." Một lễ quốc tang sẽ được cử hành, tuy nhiên Thủ tướng sẽ đưa ra quyết định về các sự kiện và nghi thức chính phủ kèm theo sau.
Đài Phát thanh New Zealand (RNZ) đã thiết lập các chỉ dẫn dành cho sự kiện quân chủ New Zealand qua đời. Trên tất cả sóng phát thanh của RNZ, các phát thanh viên sẽ dừng các chương trình thông thường để thông báo việc Nữ hoàng đã qua đời và tin tức sẽ bắt đầu lên sóng khi đã sẵn sàng. Các sóng phát thanh của RNZ được chỉ dẫn là không được bật nhạc punk hay các bài hát của ban nhạc Queen trong giai đoạn này.